# Urologija
Urologija je veja medicine, ki deluje na področju zdravljenja bolezni sečil.
Zdravnik-specialist, ki deluje na tem področju, se imenuje urolog.